# Macromitrium longifolium
Macromitrium longifolium är en bladmossart som beskrevs av Bridel 1826. Macromitrium longifolium ingår i släktet Macromitrium och familjen Orthotrichaceae. Inga underarter finns listade i Catalogue of Life.